# 5043 Zadornov
Az 5043 Zadornov (ideiglenes jelöléssel 1974 SB5) a Naprendszer kisbolygóövében található aszteroida. Ljudmila Ivanovna Csernih fedezte fel 1974. szeptember 19-én.